# Кибериада
«Кибериа́да» (пол. Cyberiada) — серия сатирико-философских рассказов Станислава Лема, опубликованных в нескольких сборниках с 1964 по 1979 год. Рассказы объединены фантастической псевдосредневековой вселенной, где место людей занимают роботы, а также общими героями — великими конструкторами Трурлем и Клапауцием.
Сюжетно и стилистически рассказы «Кибериады» близки к рассказам другой серии рассказов Лема — «Сказкам роботов», в которой действие происходит в похожем мире, однако в «Сказки роботов» принято включать произведения, в которых не участвуют Трурль и Клапауций.
Жанр цикла с трудом поддаётся определению. В разных источниках его определяют и как научно-фантастический, и как юмористический, и как сатирический, в то время как сам Лем относил «Кибериаду» к философским притчам.
Критика также отмечает «двухслойность» составляющих «Кибериаду» рассказов. Первый слой считается лёгким и увлекательным чтением, подходящим даже для детского возраста, насыщенным блестящим юмором и игрой слов, в то время как подготовленный читатель обнаруживает глубокий философский подтекст, содержащий размышления о будущем технологии и морали в нашей цивилизации.
«Кибериада», наряду с «Солярисом» — одно из наиболее известных произведений Станислава Лема, особенно в англоязычном мире, испытывающем недостаток переведённых с оригинала произведений писателя. Всего «Кибериада» переведена на 18 языков: болгарский, чешский, голландский, английский, финский, французский, немецкий, греческий, иврит, венгерский, итальянский, японский, молдавский, норвежский, русский, испанский, шведский и украинский.

## Содержание

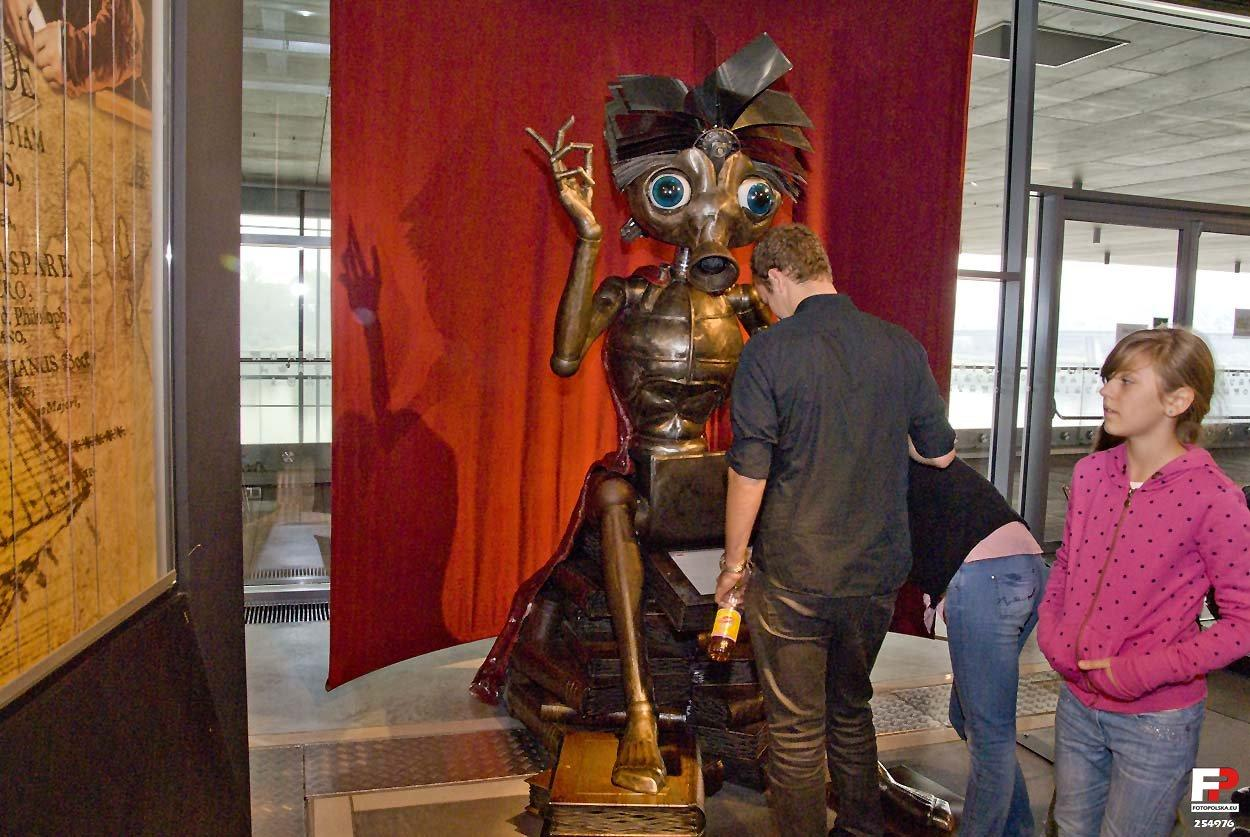
Электрувер (Elektrybałt) в Центре науки «Коперник»

(Составлено по Lem’s All polish editions.)
- Как уцелела Вселенная (Сказки роботов, 1964)
- Машина Трурля (Сказки роботов, 1964).
- Крепкая взбучка (Сказки роботов, 1964).
- Семь путешествий Трурля и Клапауция (Кибериада, 1965).
  - Путешествие первое, или Ловушка Гарганциана.
  - Путешествие первое А, или Электрувер Трурля.
  - Путешествие второе, или Какую услугу оказали Трурль и Клапауций царю Жестокусу.
  - Путешествие третье, или Вероятностные драконы.
  - Путешествие четвёртое, или О том, как Трурль женотрон применил, желая королевича Пантарктика от томления любовного избавить, и как потом к детомёту прибегнуть пришлось.
  - Путешествие пятое, или О шалостях короля Балериона.
  - Путешествие пятое А, или Консультация Трурля.
  - Путешествие шестое, или Как Трурль и Клапауций Демона Второго Рода создали, дабы разбойника Мордона одолеть.
  - Путешествие седьмое, или Как Трурля собственное совершенство к беде привело.
- Сказка о трёх машинах-рассказчицах короля Гениалона (Кибериада, 1965).
- Из сочинения цифротикон, или О девиациях, суперфиксациях и аберрациях сердечных (Кибериада, 1965).
  - О королевиче Ферриции и королевне Кристалле.
- Альтруизин, или Правдивое повествование о том, как отшельник Добриций космос пожелал осчастливить и что из этого вышло (Охота, 1965).
- Собысчас/Блаженный (Бессонница, 1971).
- Воспитание Цифруши (Маска, 1976).
  - Рассказ первого размороженца.
  - Рассказ второго размороженца.
- Повторение (Повторение, 1979).

## Сюжеты
- Как уцелела Вселенная. История про изобретённую Трурлем «машину, которая может делать всё на букву Н». Клапауций, желая проверить эту машину, приказал сделать «ничто», что чуть не привело к исчезновению Вселенной.
- Машина Трурля. Рассказ про другое изобретение Трурля — восьмиэтажную машину, которая по недосмотру оказалась глупой и упрямой, что привело к конфликту с последующими жертвами и разрушениями.
- Крепкая взбучка. Рассказ про то, как Трурль и Клапауций хотели друг друга перехитрить при помощи «машины для исполнения желаний». В результате Клапауций крепко побил Трурля (не то настоящего, не то двойника).
- Путешествие первое, или Ловушка Гарганциана. Трурль и Клапауций оказываются на планете, где находятся два враждующих королевства. Каждый из них отправляется в отдельное государство, предлагая королю свои услуги. Предварительно друзья договариваются применить «метод Гарганциана» — каждый стремится объединить армию в один организм, в одно сознание. В результате формируются два коллективных разума — две враждующие армии, которые отказываются воевать между собой и готовы всё решить мирно, что приводит монархов в ярость и недоумение.
- Путешествие первое А, или Электрувер Трурля. История про машину для сочинения стихов (Электробард), изобретённую Трурлем, которая принесла своему создателю не столько славу, сколько неприятности.
- Путешествие второе, или Какую услугу оказали Трурль и Клапауций царю Жестокусу. Трурль и Клапауций пишут объявление (ненужными звёздами в космосе) о том, что ищут достойную работу. По этому объявлению обращается посланник царя Жестокуса. Он заманивает друзей во владения царя, где им предлагается сделать чудовище для царской охоты. Игра со стороны Жестокуса ведётся нечестно, но друзья с честью выходят из безвыигрышной ситуации, создав необычное превращающееся чудовище.
- Путешествие третье, или Вероятностные драконы. Трурль и Клапауций во время обучения в Академии Небытия вместе с другими студентами и преподавателями создают теорию, которая объясняет появления и поведения драконов, а также разрабатывают научно обоснованные способы борьбы с драконами, основанные на этой теории. Когда драконов становится слишком много, Трурль и Клапауций решают избавить от них планеты, испытать эту теорию в действии, а заодно и заработать денег. Когда почти все драконы побеждены, Трурль неожиданно и пропадает… Отправился в королевство Пестроция и больше его никто не видел.
- Путешествие пятое, или О шалостях короля Балериона. Король Балерион — большой любитель игр, шарад и ребусов. Трурль и Клапауций предлагают королю устройство для перемещения личности из одного тела в другое. Король тут же применяет его для игры в прятки и меняется телом с Трурлем. Начинаются приключения с переселениями личностей…
- Путешествие пятое А, или Консультация Трурля. История про гордый народ сталеглазых, на которых напало ОНО (страшное со всех сторон чудовище). Трурль помогает прогнать это чудовище при помощи бюрократии.
- Путешествие шестое, или Как Трурль и Клапауций Демона Второго Рода создали, дабы разбойника Мордона одолеть. Трурль и Клапауций попадают в плен к разбойнику Мордону, который убеждён, что самое ценное — это информация. Друзья в качестве выкупа создают Демона Второго Рода, который из теплового движения атомов извлекает правдивую информацию в неимоверных количествах. Мордон тонет в этой информации.
- Сказка о трёх машинах-рассказчицах короля Гениалона. Король Гениалон заказывает Трурлю три машины, рассказывающие различные истории. Тот выполняет заказ. Далее эти машины по очереди рассказывают разные поучительные истории из жизни Трурля (про множественников, про царя Душидава, про Дылдака Самосына), Клапауция (про философа Хлориана Теоретия Ляпостола) и других жителей их вселенной. Гонорара Трурль не получает, так как, по словам короля, «никакие богатства не будут достаточной наградой за твой труд».
- Альтруизин, или Правдивое повествование о том, как отшельник Добриций космос пожелал осчастливить и что из этого вышло. Клапауций ищет и находит существ, находящихся «на наивысшей стадии развития» («энэсэрцев») и пытается задать им вопросы о счастье, однако ответа не получает. Затем он знакомится с отшельником Добрицием, и они создают машину, в которой моделируют «энэсэрцев» и задают им те же вопросы. Энэсэрец рассказывает им о неудачных попытках осчастливить планеты, а затем — о препарате альтруизине.
- Собысчас/Блаженный. Трурль после споров с Клапауцием пытается создать счастливое общество. Первый экспериментальный «счастливец» — робот Блаженный, которого Трурль собрал из первых попавшихся под руку деталей.
- Повторение. Трурль и Клапауций по заказу одного монарха создают Вселенную, где каждый желающий может отмотать время назад, в зависимости от того, когда он допустил ошибку.
- Воспитание Цифруши. Клапауций возглавил королевскую академию наук, а Трурль продолжает жить прежней жизнью. Поскольку одному ему тяжело, он создал себе помощника Цифрушу, фактически сына. И вот однажды к нему во двор падают три метеорита. Как оказалось — это замороженные существа: человек, робот и его барабан. Каждый из «размороженцев» рассказывает свою историю. Первый — про свои злоключения в музыкальном королевстве Гармония Сфер, второй — историю своей цивилизации, завершая рассказ историей о том, как всё население планеты превратилось в одного человека.

## Переводчики
В переводе рассказов «Кибериады» на русский язык в разное время участвовали: Ю. И. Абызов, Т. И. Архипова, А. Б. Борисов, А. Валевская, О. Гайн, А. Гамерлинский, А. Горбачевский, А. Г. Громова, К. В. Душенко, И. Левшин, Э. Рогов, Е. Факторович, В. Рутминский, Р. А. Трофимов, Ф. В. Широков, Л. М. Цывьян.

## Факты
- Слово «Кибериада» упоминается в произведениях серии всего один раз — в рассказе «Путешествие первое А, или Электрувер Трурля». Лем в письме своему переводчику Майклу Канделю пишет[6]:

«Кибериада» в тексте explicite названа всего лишь раз, как какая-то женщина в стихотворении, которое сочинила машина Трурля (думаю, с этим стихотворением Вы ещё намучитесь!), и наверняка это ассоциировалось у меня с Иродиадой и с «Илиадой» заодно.

- Существует рассказ Леонида Ашкинази «Путешествие восьмое, или как Трурль обеспечил бесконечность существования Вселенной» — своеобразное продолжение «Семи путешествий».[источник не указан 652 дня]

## Экранизации
- Машина Трурля (пол. Maszyna Trurla). Мультфильм, Польша, 1975 (по мотивам одноимённого рассказа).
- Электробард[7]. Уругвай, 2012, малобюджетный короткометражный (4 мин) фильм, стилизованный под немое кино.